# 足緘
足緘（あしがらみ）は、相手の膝を屈伸方向ではなく横方向に極める、もしくは膝を捻る、柔道の関節技である。講道館や国際柔道連盟 (IJF) での正式名。IJF略号AGR/P06。別表記足搦み、脚がらみ。

## 概要
取は受の足元に仰向けに倒れて、受の右足を左脇に抱える。取は左脚を受の両脚の間に差し入れて、受の右脚の後、外側、前、内股へと絡める。取は受を取の右側に横倒しにして、左脚を伸ばすようにして受の右膝を極める。
1910年（明治43年）、旧制高等学校の一高と二高の対抗戦で足緘が使用され一高選手が膝関節を脱臼した。しかし、高専柔道においてはしばらく使用された。一方、『月刊秘伝』誌は以後、高専柔道審判規程で足緘が禁じ手となった、としている。1921年までには禁止技となった。1921年7月の第8回全国高専大会で膝十字固めが初めて使用され、禁止技の足緘ではないかと乱闘寸前の騒動となっている。
講道館紅白試合では脱臼事故の翌年、1911年（明治44年）10月15日を最後に足緘が禁止に。講道館柔道試合審判規定において足緘は1916年に禁止となった。大日本武徳会柔術試合審判規定では書籍『柔道大事典』によると1899年、書籍『大日本武徳会武道専門学校一覧』によると1924年（大正13年）4月までに、書籍『最新スポーツ大事典』によると1925年に禁止となる。書籍『秘録日本柔道』は禁止になったのは講道館の前後だとしている。
ブラジリアン柔術では国際ブラジリアン柔術連盟、国際柔術連盟ともに禁止技である。サンボでも禁止技である。1975年の書籍『秘録日本柔道 改訂普及版』は、サンボでは今でも試合で使用されているとしている。1950年に日本で旗揚げした国際柔道協会のプロ柔道でもライターの増田俊也によると禁止技であった。その審判規定も引用して示している。一方で書籍『秘録日本柔道』は解禁になったとしている。

## 変化

### 縦四方膝挫
縦四方膝挫（たてしほうひざひしぎ）は縦四方固からの足緘。縦四方固の上から両足の甲を内側から受の両足の甲にて当て両膝を一旦、閉めながら両足を開いて徐々に両脚を伸ばして受の両膝関節を捻る。腹で受の腹を抑え、上体を反る。上体は密着して肩固併用縦四方固の形にしてもよい。神道六合流では基本形を「足緘」、この技を足搦（あしがらみ）としている。

## 補足
柔道界などでもハーフガードポジションのことを「足緘」、「足搦み」などと呼ぶ場合があるが異なる技である。

## 分類と名称
1985年、講道館は講道館固技名称を制定、発表するが禁止技にも拘わらず足緘が含まれていた。関節技の禁止技としては唯一であった。1995年9月、千葉市での国際柔道連盟 (IJF) 総会でIJF教育委員会（佐藤宣践委員長）で検討してきたIJF技名称を制定。講道館と同様に足緘を含める。1998年2月、ドイツ・ミュンヘンでのIJF教育委員会（中村良三委員長）で検討ののち、ドイツ・ガルミッシュでのIJF理事会で承認されたIJF技名称改正で「禁止技」という新たなグループを設置し足緘を「関節技」グループから移動。